# Buxy
Buxy este o comună în departamentul Saône-et-Loire, Franța. În 2009 avea o populație de 2.180 de locuitori.

## Evoluția populației
| An        | 1975  | 1982  | 1990  | 1999  | 2006  | 2009  |
| --------- | ----- | ----- | ----- | ----- | ----- | ----- |
| Populație | 1.670 | 1.796 | 1.998 | 2.098 | 2.164 | 2.180 |